# Alfred Revi
Alfred Revi, avstrijski hokejist, * ?, † ?.
Revi je za avstrijsko reprezentanco nastopil na enih olimpijskih igrah in več evropskih prvenstvih, kjer je bil dobitnik po ene zlate, srebrne in bronaste medalje.